# Partie d'écarté

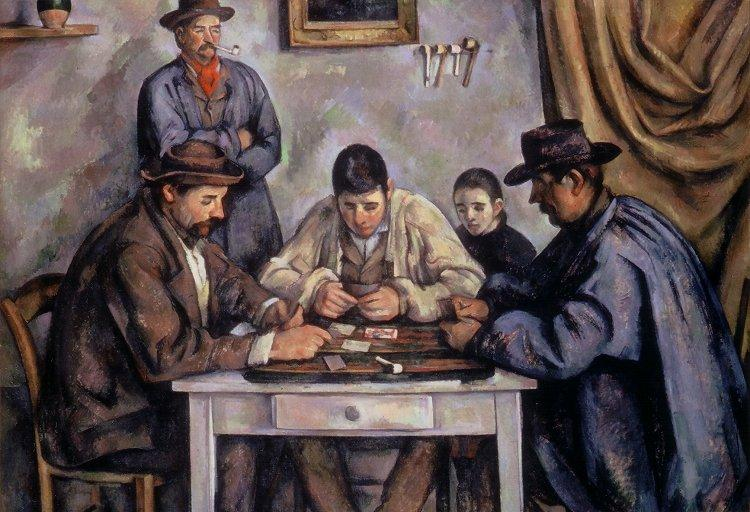
Louise Lumièra pravděpodobně ovlivnil obraz Paula Cézanna Les Joueurs de cartes z let 1890-1892, kdy bylo hraní karet oblíbené.

Partie d'écarté je francouzský krátký film z roku 1895. Režisérem je Louis Lumière (1864–1948). Film trvá necelou minutu. Byl součástí programu prvního komerčního filmového promítání bratří Lumièrů, které se konalo 28. prosince 1895 v Paříži.
Film se brzy dostal i do okolních zemí. V Anglii měl film premiéru 20. února 1896 a v červenci stejného roku ve Finsku. 15. dubna 2005 vznikla v Anglii barevná verze. V roce 1896 vytvořil Georges Méliès remake Une partie de cartes.

## Děj
Film zachycuje tři starší pány s klobouky na hlavě, jak sedí kolem domu. Dva z nich hrají karty na stole a třetí je sleduje. Uprostřed hry se objeví číšník nesoucí tác s lahví vína a třemi sklenicemi. Zatímco třetí muž nalije všem třem nápoj, číšník začne sledovat karetní souboj. Muž s doutníkem vyhraje a poraženému se číšník začne smát. Všichni tři se na závěr napijí vína.